# Michael Carter (giocatore di football americano 1999)
Michael Carter (Navarre, 7 maggio 1999) è un giocatore di football americano statunitense che milita nel ruolo di running back per gli Arizona Cardinals della National Football League (NFL).

## Carriera

### New York Jets
Carter al college giocò a football a North Carolina. Fu scelto nel corso del quarto giro (107º assoluto) nel Draft NFL 2021 dai New York Jets. Debuttò come professionista nella gara del primo turno contro i Carolina Panthers. Nella settimana 4 contro i Tennessee Titans segnò il suo primo touchdown su corsa. La sua stagione da rookie si concluse con 639 yard corse e 4 touchdown in 14 presenze, 11 delle quali come titolare.
Nella settimana 5 della stagione 2022 Carter segnò per la prima volta due touchdown su corsa nella vittoria sui Miami Dolphins.